# Nofollow
nofollow là một giá trị thuộc tính HTML được dùng để yêu cầu một số bộ máy tìm kiếm rằng một siêu liên kết không nên ảnh hưởng đến xếp hạng liên kết đến trang đích trong chỉ mục của bộ máy tìm kiếm. Nó được tạo dựng nhằm giảm tác động của một số loại spam bộ máy tìm kiếm, nhờ vậy làm tăng chất lượng của kết quả tìm kiếm do máy tìm kiếm trả về và giảm hiện tượng spamdexing.

## Ý niệm và bản mô tả kỹ thuật
Ý niệm tạo ra bản mô tả kỹ thuật của giá trị thuộc tính nofollow do người đứng đầu nhóm webspam của Google là Matt Cutts và Jason Shellen của trang Blogger.com nghĩ ra vào năm 2005.
Bản mô tả kỹ thuật của nofollow được các tác giả bảo hộ bản quyền từ giai đoạn 2005-2007 và là đối tượng của quy định sáng chế miễn phí bản quyền, như tuân theo Quy định bằng sáng chế 20040205 của W3C, và IETF RFC 3667 & RFC 3668. Các tác giả định gửi bản mô tả này đến các cơ quan tiêu chuẩn có quy định bản quyền/cấp phép phép bản quyền tự do như GMPG, IETF, và/hoặc W3C.

### nofollow không phải là
Giá trị thuộc tính nofollow không có nghĩa là ngăn việc truy cập vào nội dung, hoặc khóa không cho nội dung được các bộ máy tìm kiếm lập chỉ mục. Các phương pháp thích hợp để khóa không cho nhện tìm kiếm truy cập nội dung trên một website hoặc để ngăn không cho chúng đưa nội dung trang vào chỉ mục là Robots Exclusion Standard (robots.txt) để cấm việc truy cập đến nội dung và các thành phần Meta được thiết kế để chỉ định theo cấp độ từng trang những thứ mà nhện tìm kiếm nên và không nên làm đối với nội dung của trang được dò.

## Việc diễn dịch của từng bộ máy tìm kiếm
Trong khi tất cả các bộ máy hỗ trợ thuộc tính này đều loại trừ các liên kết có sử dụng loại thuộc tính này ra khỏi cách tính toán xếp hạng của họ, chi tiết về các diễn dịch chính xác thuộc tính này khác nhau giữa các trình duyệt.
- Google nói rằng bộ máy của họ xem "nofollow" theo nghĩa thông thường và sự thực là hoàn toàn không "follow" (theo) liên kết. Tuy nhiên, các thử nghiệm do các trình SEO thực hiện cho thấy các kết quả trái ngược nhau. Các nghiên cứu này cho thấy Google có đi theo liên kết, nhưng không lập chỉ mục trang được liên kết đến, trừ khi nó đã nằm trong chỉ mục của Google vì các lý do khác rồi (ví dụ như các liên kết không dùng nofollow chỉ đến trang)[4][5].
- Yahoo! "có đi theo", nhưng bỏ nó ra khỏi tính toán xếp hạng.
- Bing xem "nofollow" là không đi theo liên kết[6].
- Ask.com bỏ qua thuộc tính này.

## Việc sử dụng nofollow của các phần mềm weblog
Đa số phần mềm weblog mặc định đánh dấu các liên kết do người dùng đăng lên theo cách này (không có tùy chọn tắt mà không phải điều chỉnh mã nguồn).
Một phần mềm máy chủ tinh vi hơn có thể miễn nofollow cho các liên kết do các thành viên tin cậy đăng lên như những người đăng ký đã lâu, nằm trong danh sách trắng, hoặc có điểm tốt từ các thành viên khác. Một vài phần mềm máy chủ thêm rel="nofollow" vào các trang vừa được sửa đổi nhưng bỏ nó ra khỏi các trang ổn định, theo lý thuyết rằng các trang ổn định sẽ được những biên tập viên bỏ đi những liên kết xấu.
Nền tảng blog được sử dụng rộng rãi WordPress phiên bản 1.5 trở lên tự động thêm thuộc tính nofollow vào tất cả các liên kết do người dùng đăng lên (dữ liệu bình luận, URI của người bình luận, v.v.).  Tuy nhiên, có một vài plugin miễn phí hiện có để tự động xóa các giá trị thuộc tính nofollow đi.

## Việc sử dụng ở các website khác
Phần mềm MediaWiki, hiện đang chạy Wikipedia, được trang bị hỗ trợ nofollow một thời gian ngắn sau khi được công bố năm 2005. Tùy chọn này được bật tại hầu hết Wikipedia. Một trong những ngoại lệ đáng chú ý là Wikipedia tiếng Anh. Thoạt đầu, sau khi thảo luận, Wikipedia này quyết định không sử dụng rel="nofollow" trong bài viết mà sử dụng danh sách đen URL. Theo cách này, Wikipedia tiếng Anh đóng góp điểm số cho các trang mà nó liên kết tới, và kỳ vọng các thành viên sửa đổi sẽ liên kết đến các trang thích hợp.
Vào tháng 5 năm 2006, một bản vá cho phần mềm MediaWiki cho phép kích hoạt nofollow một cách tùy chọn trong không gian tên. Tính năng này được dùng trên các trang không được xem là một phần của bách khoa toàn thư thực sự, như các trang thảo luận và tài nguyên dành riêng cho biên tập viên.
Sau khi vấn đề spam ngày càng nhiều lên và với chỉ thị từ Quỹ của Jimmy Wales, rel="nofollow" đã được thêm vào các liên kết trong không gian bài viết vào tháng 1 năm 2007. Tuy nhiên, nhiều tiêu bản liên wiki và các trang tắt liên kết đến các dự án khác của Wikimedia Foundation và nhiều wiki bên ngoài như Wikia không chịu ảnh hưởng của quy định này.
Các website đánh dấu trang xã hội và chia sẻ hình ảnh có sử dụng thẻ rel="nofollow" cho các liên kết ngoài của họ bao gồm YouTube; websites không sử dụng thẻ rel="nofollow" bao gồm Digg.com, Furl, Propeller.com (trước đây là Netscape.com), Yahoo! My Web 2.0, và Technorati Favs.